# شاخص اطمینان مصرف‌کننده
شاخص اطمینان مصرف‌کننده (به انگلیسی: Consumer confidence index؛ مخفف: CCI) یک شاخص اقتصادی است که توسط سازمان‌های مختلف در چندین کشور منتشر می‌شود.
افزایش این شاخص نشان‌دهندهٔ رشد اقتصادی است و یعنی مصرف‌کنندگان میزان بالاتری از کالا مصرف می‌کنند. کاهش این شاخص نیز به معنی کند شدن رشد اقتصادی است و بنابراین مصرف‌کنندگان احتمالاً هزینه‌های خود را کاهش می‌دهند. به بیان ساده‌تر هر چه مردم اطمینان بیشتری از وضع اقتصاد کشورشان و نیز شغل و درآمدشان داشته باشند، احتمال خریدشان بیشتر است.

## استفاده
تولیدکنندگان، خرده‌فروشان، بانک‌ها و دولت، تغییرات این شاخص را برای بهبود تصمیم‌گیری‌هایشان بررسی می‌کنند. اگر این تغییرات کمتر از ۵٪ باشد، اغلب بی‌اهمیت تلقی می‌شود، اما تغییرات ۵٪ یا بالاتر، اغلب نشان‌دهندهٔ تغییر در جهت‌گیری‌های اقتصادی است.
اگر میزان این شاخص هر ماه نسبت به ماه قبل کاهش یابد، بدین معناست که مصرف‌کنندگان دیدگاه مثبتی نسبت به توانایی خود برای حفظ شغلشان ندارند. پس احتمالاً مصرف‌کنندگان از خریدهای خرده‌فروشی، به ویژه اقلام گران‌قیمتی همچون خودرو و مسکن، اجتناب خواهند کرد. تولیدکنندگان در این شرایط ممکن است موجودی انبار را کاهش دهند تا مخارج کلی خود را کم کنند یا سرمایه‌گذاری در پروژه‌ها و امکانات جدید را به تأخیر بیندازند. بانک‌ها نیز فعالیت‌های وام‌دهی، درخواست‌های وام مسکن و استفاده از کارت اعتباری را کاهش دهند. دولت در مواجهه با کاهش این شاخص، گزینه‌های مختلفی پیش روی خود دارد، مانند صدور تخفیف مالیاتی یا انجام سایر اقدامات مالی یا پولی برای تحریک اقتصاد.
برعکس، روند افزایشی در اطمینان مصرف‌کننده، نشان‌دهندهٔ بهبود الگوهای خرید مصرف‌کننده است. تولیدکنندگان می‌توانند تولید و استخدام را افزایش دهند. بانک‌ها می‌توانند انتظار افزایش تقاضا برای اعتبار را داشته باشند. دولت می‌تواند بر اساس افزایش هزینه‌های مصرف‌کننده، افزایش درآمدهای مالیاتی را پیش‌بینی کند.

## تقاضای مصرف‌کننده در برابر اطمینان مصرف‌کننده
نظرسنجی‌های تقاضای مصرف‌کننده، نظرسنجی‌های آماری مبتنی بر مصاحبه هستند که درصد خانوارهایی را که مثلاً در دورهٔ سه‌ماههٔ آینده، خودرو، لوازم خانگی، رایانه‌های شخصی، تلویزیون، اثاثیه منزل، لوازم آشپزخانه یا اسباب‌بازی می‌خرند، نشان می‌دهد. در حقیقت درصد کسانی را نشان می‌دهد که در سه ماه آینده نسبت به دورهٔ مشابه در سال قبل، غذا و پوشاک بیشتر، کمتر یا یکسان خریداری خواهند کرد. اگر از مردم در مورد رفتار خریدشان در ۶ یا ۱۲ ماه آینده بپرسید، تعداد کسانی که «امیدوارند قادر به خرید باشند» بیشتر خواهند بود تا اینکه از مصرف‌کنندگان در مورد آنچه که در سه ماه آینده خریداری خواهند کرد سؤال شود. هر چه بازه‌های زمانی کوتاه‌تر باشد، به رفتار واقعی نزدیک تر است.
اطمینان مصرف‌کننده وضعیت مالی مردم، نحوهٔ نگاه آن‌ها به کل اقتصاد کشور یا شرایط کسب‌وکار در کشور، اینکه فکر می‌کنند دولت کار خوب یا ضعیفی را انجام می‌دهد و اینکه مردم فکر می‌کنند زمان خوبی است یا بدی برای خرید خودرو یا خرید یا فروش خانه است را اندازه‌گیری می‌کند.
هنگامی که چرخهٔ تجاری نسبتاً پایدار است، تقاضای مصرف‌کننده و اطمینان مصرف‌کننده اغلب با هم ارتباط نزدیکی دارند و جهت‌گیری یکسانی از اقتصاد را نشان می‌دهند، اما در مواقعی که درجهٔ بالایی از عدم اطمینان اقتصادی یا سیاسی یا در طول یک بحران طولانی‌مدت وجود دارد، ممکن است تفاوت قابل‌توجهی داشته باشند.
یک مطالعه در سال ۲۰۲۲ نشان داد که شاخص اطمینان مصرف‌کننده همیشه یک عملکرد مثبت و معنی‌دار آماری در توسعهٔ مصرف دارد.